# 原孢囊藻属
原孢囊藻属（學名：Prototheca）是綠藻門共球藻綱小球藻目小球藻科的一个属，此類生物雖屬綠藻，但皆因丧失了叶绿体而失去光合作用能力，必须寄生于其他生物。本屬物種中有6中為人类與其他哺乳動物的機會性感染病原，可造成原孢囊藻病，严重者可导致败血症而致死。原孢囊藻的學名來自於拉丁語 （意为“原始”）和（意为“囊”）。

## 分類
1894年，Krüger發表描述了本屬，包含自德國樹木樣本中採得的兩種微生物Prototheca moriformis與左氏原孢囊藻，因其菌落形似酵母菌而被歸為真菌。1913年本屬因產生孢子的方式與小球藻相同，而被改歸入綠藻之下。原孢囊藻雖不屬真菌，有時仍因歷史原因被列入酵母菌分類的研究專著中，原孢囊藻病也屬医用真菌学的討論範疇。

## 感染

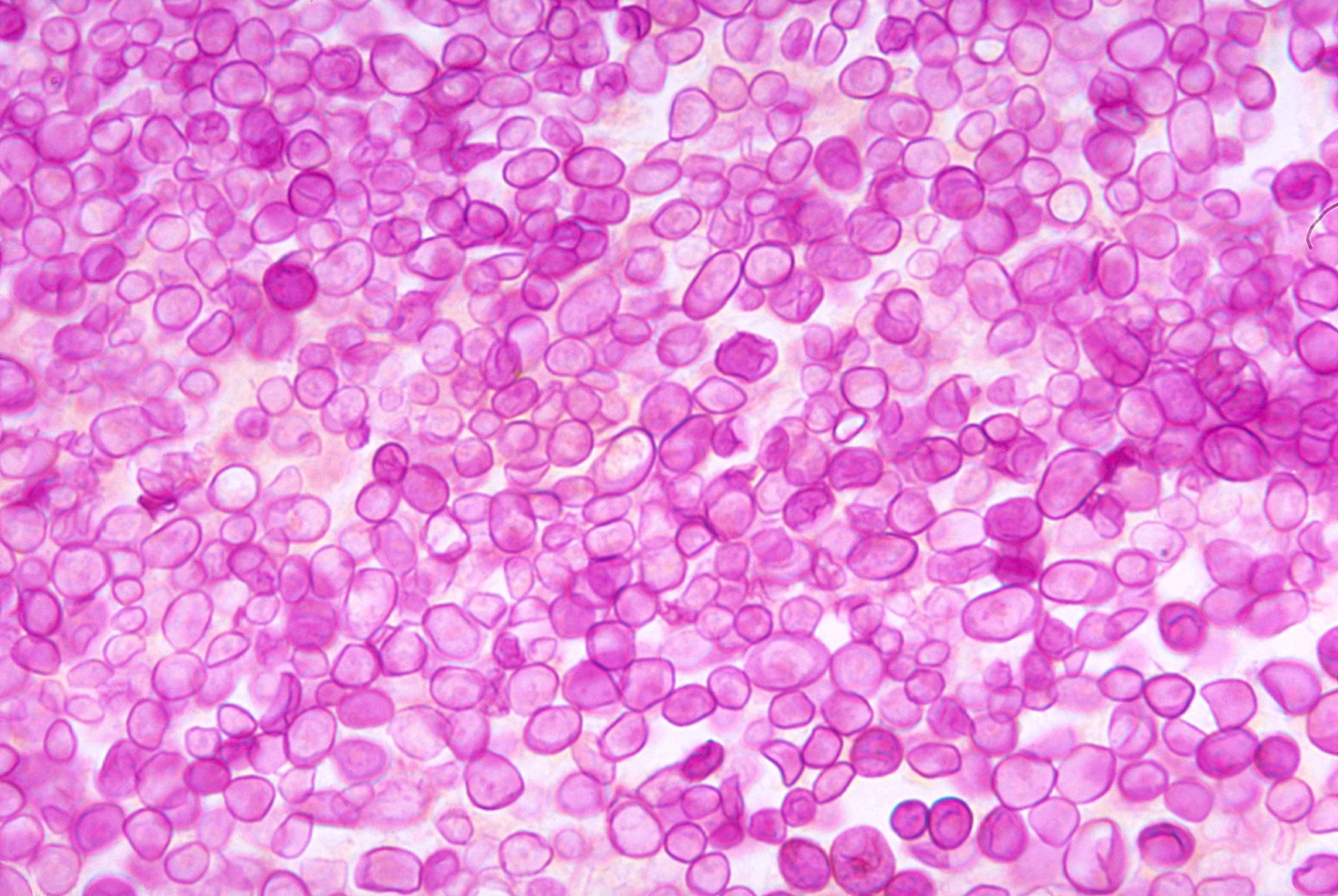
被左氏原孢囊藻感染的狗的組織學染色

原孢囊藻可生長在人類的皮膚、指甲、呼吸道與消化道中，但造成感染致病的案例相當罕見，2017年一項統計顯示截至該年此病在全世界僅有211例病例。威氏原孢囊藻是本屬物種中最常在人類身上發現、也最常致病者，左氏原孢囊藻則為感染牛隻、造成牛隻乳腺炎的主要物種。免疫缺乏者患原孢囊藻病的機率可能較高。

## 其他藻類病原
與原孢囊藻同屬小球藻科的旋孢藻属亦因缺乏葉綠體而無法行光合作用，可感染昆蟲等無脊椎動物的消化道。另外也曾有含葉綠體的綠藻（鏈帶藻屬與小球藻屬物種）感染人類的個案發生。